# Southam (Gloucestershire)
Southam est une paroisse civile et un village du Gloucestershire, en Angleterre.